# 발렌틴 본투스
발렌틴 본투스(독일어: Valentin Bontus, 2001년 2월 1일~)는 오스트리아의 요트 선수로 주 종목은 포뮬러카이트이다. 포뮬러카이트 종목이 처음 채택된 2024년 하계 올림픽에서 금메달을 획득했다.

## 수상
- 오스트리아 올해의 스포츠 선수(2024)